# 毛药树科
毛药树科又名尾瓣花科，只有1属3种，分布在美洲的圭亚那和巴西北部。
本科植物为常绿乔木或灌木；单叶互生，革质，有托叶，托叶窄长；花两性，花瓣5，花药间隔顶端有柔毛，花瓣细长似尾，开花时伸直或弯曲；果实为核果。某些品种是重要的木材产品，木材的质重硬，强度高，可做耐久性用材，制造重型结构、地板、甲板、枕木等。
1981年的克朗奎斯特分类法将其列在卫矛科中，1998年根据基因亲缘关系分类的APG 分类法认为应该单独分出一个科，放到金虎尾目之下， 2003年经过修订的APG II 分类法维持原分类。